# Trentepohlia (Trentepohlia) pomeroyi
Trentepohlia (Trentepohlia) pomeroyi is een tweevleugelige uit de familie steltmuggen (Limoniidae). De soort komt voor in het Afrotropisch gebied.